# ノヴォシャフチンスク
ノヴォシャフチンスク（ロシア語: Новоша́хтинск, Novoshakhtinsk）はロシア南部のロストフ州の都市。人口は10万3480人（2021年）。ウクライナとの国境付近にある。ウクライナからロシアに伸びるドネツ丘陵にある炭鉱の町であり、ドン川流域の支流であるマールイ・ネスベタイ川が流れる。州都ロストフ・ナ・ドヌの北80キロメートルに位置する。最寄りの都市は17キロメートル北東にあるクラスヌイ・スリンと、25キロメートル東にあるシャフティ。

## 歴史

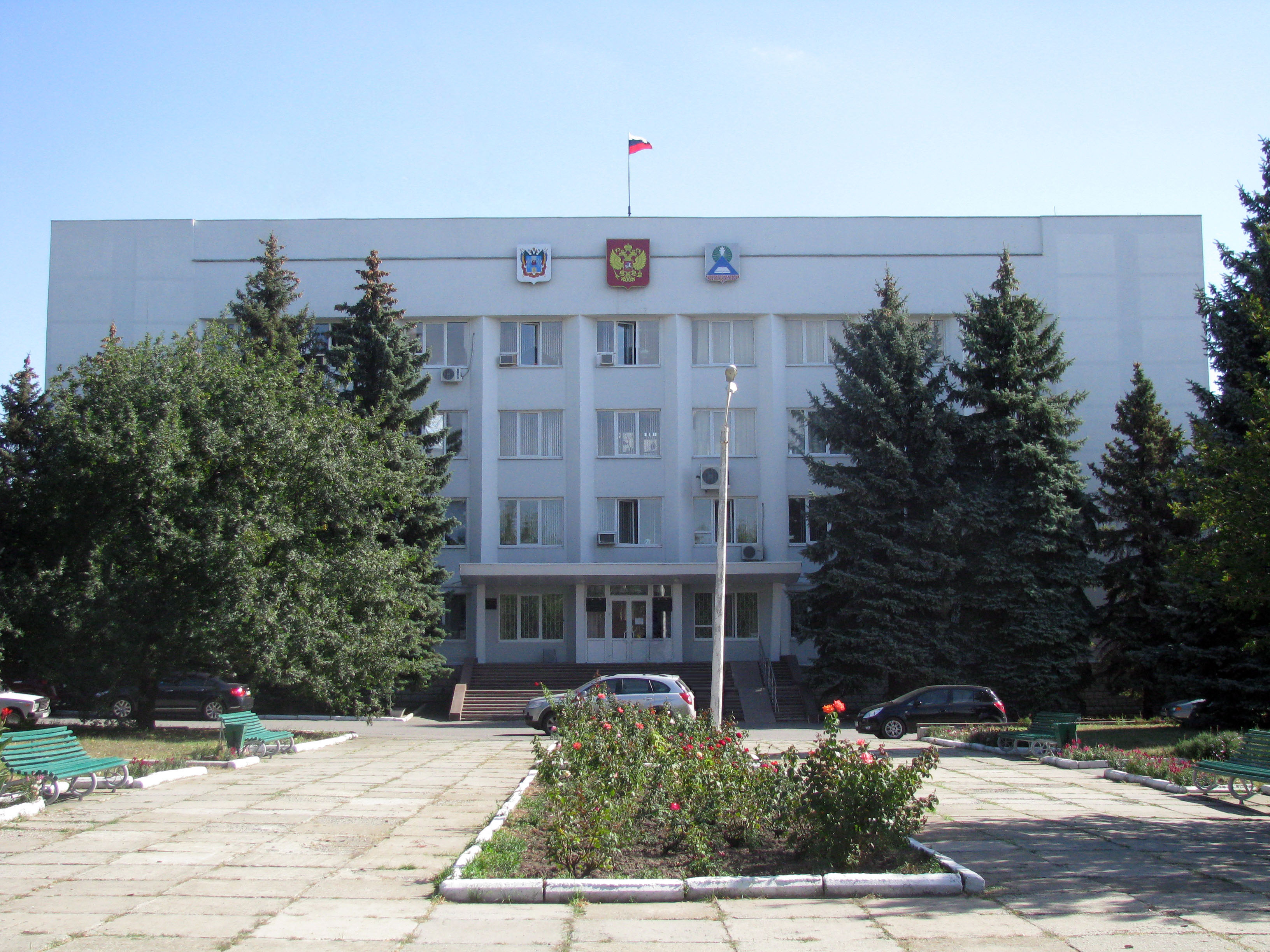
ノヴォシャフチンスクの市役所兼ドゥーマ（議会）ビル

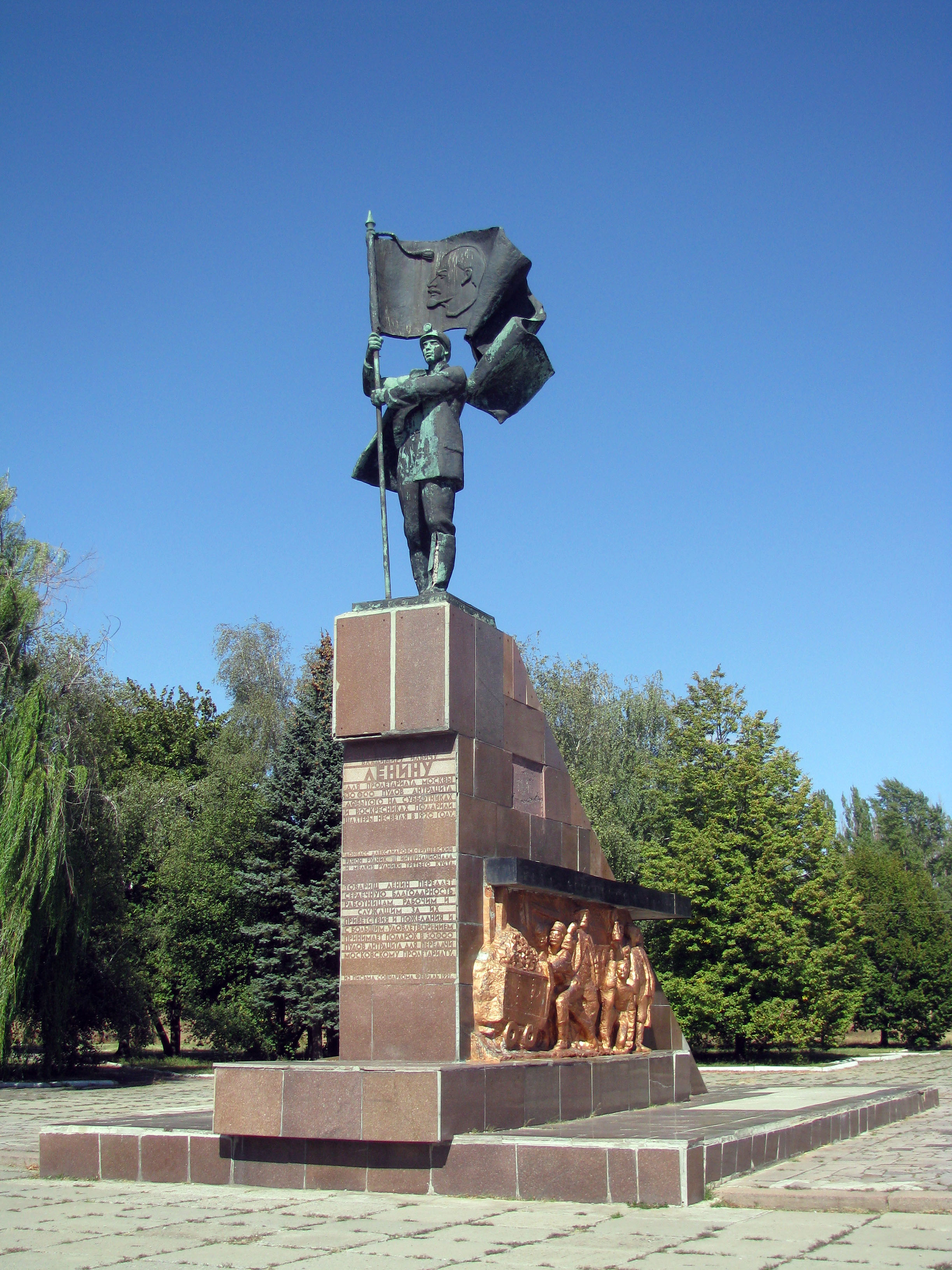
ノヴォシャフチンスクの鉱山労働者記念碑

ノヴォシャフチンスクはドネツ盆地（ドンバス）の他の都市と同様、瀝青炭の採掘に伴って生まれた鉱山町である。マールイ・ネスベタイ川の上流には19世紀半ばから20世紀初頭にかけて小さな鉱山や集落がいくつかできていた。1913年にロストフの産業家であるニコライ・パラモノフが大規模な炭鉱を開発し、近くに炭鉱労働者の集落が開かれた。1917年の十月革命以後、炭鉱は国有化され、炭鉱労働者集落は共産主義インターナショナルにちなんでコミンテルン（Коминте́рн）と改名された。
1939年、コミンテルン町は他の労働者集落と併合して「新しい鉱山の町」という意味のノヴォシャフチンスクという名になり、市に昇格した。以後、ソビエト連邦の崩壊に至るまで、ノヴォシャフチンスクは炭鉱とともに歩んできた。第二次世界大戦時、1942年7月23日から1943年2月13日まで、ノヴォシャフチンスクはドイツ軍に占領された。ドイツ軍が来るまでの間に炭鉱には水が流し込まれ、住民の一部は避難した。ドイツ軍は捕虜収容所をノヴォシャフチンスクに作り捕虜に重労働をさせたが、赤軍に解放された後はドイツ軍捕虜の収容所が作られ、ドイツ人捕虜は1950年代まで炭鉱作業に従事させられた。戦争直後は大部分の建物が破壊され炭鉱も水没したままというありさまだったが、再建と炭鉱の拡大が進み、1959年には人口は十万人を超えた。
2003年、ザパドナヤ炭鉱で大事故が起こり、46人が取り残された炭鉱に注水が行われた。6日後に12人の炭鉱夫が奇跡的に救出されたが、この事故による打撃は大きく、ロシアで進んでいた石炭産業の再編も相まって、同年ノヴォシャフチンスクの炭鉱はすべて閉鎖されることになった。

## 経済と交通
ソ連崩壊後の1990年代の経済縮小に伴い、ノヴォシャフチンスクの石炭採掘はほぼ停止し、2003年にはノヴォシャフチンスクから炭鉱が完全に消えた。炭鉱の代わりの産業として、食品工業などが市の主要産業になっている。2009年には大規模な石油精製所ができ、市の最大級の雇用主になった。
ノヴォシャフチンスクではロシア連邦道路M4とA270道路が交差している。A270はウクライナの国境を10キロほど先で越え、ウクライナの国道M03号になっている。鉄道駅は市のすぐ外側にある。

## 関連する人物
- 連続殺人犯アンドレイ・チカチーロは1971年にノヴォシャフチンスクに教師として赴任し、1970年代末までこの地で働いた。
- ミハイル・ミハイロヴィチ・ベールイ（1945年10月20日 −　）2009年に名誉市民となっている。